# Charbel Tayah
 (septembre 2013).
Œuvres principales
- Le Passeur de mots et autres nouvelles, un amour en alerte et autres nouvelles.

Compléments
- Professeur à l'Université Libanaise (UL).

Charbel Tayah est un écrivain et enseignant à l'Université Libanaise, né à Ghazir (Kesrouan – Liban) le 20 juillet 1953.

## Les débuts
Après avoir terminé en 1972 ses études scolaires au Collège des Frères Maristes- Champville, il entreprend simultanément des études ès Lettres françaises à la Faculté des Lettres & Sciences Humaines-II (UL) et des études Théâtrales et d’Art Dramatique à l’Institut National des Beaux-Arts-II (UL). En 1979, voyage à Paris afin de poursuivre ses études ès lettres Modernes à l’Université de Paris IV-Sorbonne où il obtient un D.E.A ès Lettres Modernes (Juin 1980) ; puis, il prépare et soutient une thèse en vue du doctorat sur « La fortune pédagogique du théâtre de Molière (XVIIIe – XIXe siècles) » sous la direction de Monsieur le Professeur Jacques Truchet (Novembre 1982).
Au cours des années parisiennes (1979-1982), Charbel Tayah a l’opportunité d’avoir pour mentor le théologien et savant, père Youakim Moubarac (1924-1995) qui lui fraye les fines voies de la recherche académique mais surtout, il inocule dans ses veines l’esprit de la critique. Questionné à ce sujet, il avoue à ses étudiantes et ses étudiants : « Les rencontres du mercredi soir à saint-Roch (Paris) valaient autant – sinon plus – que les séminaires de la Sorbonne. Tout se comptabilisait, mercredi soir, dans mon esprit ».
Durant les années 1983-1984 et compte tenu de l’instabilité politique au Liban, Charbel Tayah doit s’expatrier et se retrouve de nouveau à l’étranger, à Rome comme à Paris. Le séjour romain, plus particulièrement à Saint-Louis des Français, est une étape d’une importance capitale. En tant que laïc, il fait de près connaissance de la réalité du monde ecclésiastique, apprivoise la hiérarchie catholique romaine et scrute en profondeur l’intelligentsia vaticane. Rome se découvre à lui tout autre. Sous d’autres oripeaux, comme nul visiteur ou simple passager n’a découvert la Ville Éternelle.

## Carrière universitaire
De retour au Liban, en 1985, il commence sa carrière d’enseignant universitaire à la faculté des lettres & sciences humaines - section IV (Békaa) puis, en 1991, il est transféré à la section II (Fanar). Tout au long de sa carrière universitaire, il dispense l’enseignement de la Civilisation Française au XXe siècle, le roman français, la littérature contemporaine et la sociocritique.
Il se consacre également à la recherche académique pour laquelle il va sur deux terrains de prédilection : La littérature de Charles Corm, chef de file des écrivains libanais d’expression française de l’entre-deux-guerres comme la Civilisation méditerranéenne dans toutes ses dimensions bien avant que l’idée de construction d’une future « Union pour la méditerranée » ne soit un projet hautement politique.
Dans ce cadre, il participe à plusieurs congrès et colloques internationaux : à Athènes (Grèce) comme à Larnaca (Université de Chypre), à Milan et à Vérone (Italie) comme à Paris et à Vichy (France), Atlanta (USA), Le Caire (Égypte) et à Québec (Canada) ; et il participe également à des rencontres académiques au Liban, prenant part aux activités culturelles des Facultés des Lettres de l’Université Libanaise (sections I, II et III). Fidèle à son engagement, la littérature francophone libanaise et la Civilisation de la Méditerranée demeurent l’objectif primordial de toutes ses recherches scientifiques et ses conférences.
Charbel Tayah fut chef de département de langue et de littérature françaises-II (Fanar) de l'Université Libanaise (2009-2010),et membre-trésorier de l’Association Libanaise des Enseignants de Français au Liban (ALEF,2000-2010) N.O

## Journaliste
Il exerce par ailleurs le journalisme sans pour autant en faire carrière. Il fut rédacteur d’une rubrique « Le dossier » dans An Nahar arabe et international ; et ce, de 1985 jusqu’à 1989, date de l’arrêt définitif de publication de l’hebdomadaire que dirigeait autrefois Gebrane Tuéni. « Le dossier » traitait des sujets très variés, politique, socio-économique et surtout culturel.
« Le dossier », constitué en principe de deux à trois articles autour d’un même thème ou une même problématique soulevait donc des questions internationales d’ordre politique ou socio-culturel. Certains « dossiers épineux » ont dérangé quelques ambassades dont la matière en soi, considérée comme iconoclaste, allait à l’encontre de la politique officielle des gouvernements d’alors de ces pays tels l’Irak sous Saddam Hussein, la Colombie, l’Algérie…
Bien qu’ils n’aient pas été à l’origine des écrits de pure politologie, les soixante-quinze dossiers –publiés en l’espace de cinq ans- étaient considérées comme des études fiables et des références probes pour la recherche académique en sciences politiques et en journalisme comme l’attestent un nombre considérable de mémoires et de thèses.

## Écrivain
En mars 2009, au cours du Festival Libanais du Livre organisé par le Mouvement Culturel d’Antélias, Charbel Tayah signe son premier recueil de nouvelles : Le passeur de mots et autres nouvelles, paru aux éditions Dergham. Singulière et première plume qui se consacre complètement à la narration de la Nouvelle, genre littéraire peu commun aux écrivains libanais d’expression française.
Le site électronique alinea, la lettre d'information de la Librairie Antoine présente ainsi l’auteur et son ouvrage : « ce professeur à l’Université Libanaise nous offre à lire onze nouvelles abouties. Le ton est dramatique, la plume alerte et le style rare ».
En mars 2011, et encore lors du Festival du livre organisé par le Mouvement Culturel d'Antélias, Charbel Tayah signe son second recueil intitulé : Un amour en alerte et autres nouvelles publié également aux éditions Dergham -Beyrouth.

## Présentation des œuvres
- Si vous ne connaissez pas le sujet, laissez ce bandeau (vous pouvez alors contacter les auteurs).
- Si vous supprimez le contenu mis en cause (vous pouvez préalablement contacter les auteurs),

argumentez précisément cette suppression dans la page de discussion
(un manque de référence n'est pas un argument ; une recherche réelle de référence doit avoir été effectuée, être formellement documentée).
Le passeur de mots et autres nouvelles
« Mythe antique ou mythe sacré, ironie implacable de l’existence et écriture du destin sillonnent la structure des nouvelles » tout au long du recueil. Elles dévoilent un sens à la vérité recherchée.
Onze nouvelles à sujets disparates dont le fil conducteur demeure « l’Autre », cet alter ego qu’on croise, côte à côte, dans le labyrinthe de la vie et qui se questionne aussi sur diverses situations. Chaque nouvelle soulève une problématique existentielle bien précise ; elle interpelle chaque lecteur de manière différente.
L’auteur a eu recours au mythe ; il re-pense et réécrit le destin de certains personnages antiques mais les encadrant dans une dimension humaine accessible à la réalité. Ulysse et Pénélope dans La nostalgie meurtrière font un bilan de leur existence. Du coup, au cœur de leur monde légendaire et bruyant, la solitude, hier et aujourd’hui, détermine l’existence humaine entachée d’une déchirure dans le temps. Dans Deux nénuphars perdus pour l’éternité, le problème du hasard et du destin conditionne – sans aucun stratège au préalable – nos actions et nos choix qui apparaissent comme une fatalité du destin. Quant à La flèche perdue de saint Sébastien, l’auteur réécrit un palimpseste biographique romancé et moderne inspiré du « saint fléché ». Icône érotique qui pare tant d’autels et la question reste problématique : qui aurait-il pu prier et interpeller l’intercession du saint le plus controversé ? La plante de vie, une nouvelle qui s’imprègne de fantastique, rien que de décrier une destinée gérée en solitaire ! L’alcyon au bleu à l’âme relate sur un splendide espace insulaire, l’île de Paros en Grèce, une étrange histoire d’amour, essence même de la destinée des protagonistes prisonniers de leur maladie. Dans Ce que cachent les Pyramides, devant la pauvreté rutilante des enfants du Caire qui ne dorment pas, l’amour de la liberté est la leçon pérenne, jadis proposée par Naguib Mahfouz. Elle encadre la destinée des enfants des quartiers de la Médine.
Si Le passeur de mots est l’incipit du recueil, une nouvelle à travers laquelle l’auteur rend hommage à son père, les trois dernières, La piqûre magique, D’encens et de sang et Une terre bénie de l’absolu forment une trilogie du terroir. Une clausule qui s’inspire de la destinée de la terre à laquelle nous appartenons. Récit salace ou récit tragique, le village libanais apparaît, en dépit de tout ce qu’il regorge, comme le berceau et le caveau de tous les espoirs des hommes fermentés au cœur de cette méditerranée perplexe.
Un amour en alerte et autres nouvelles
« Fatalement, l’amour, tourne-t-il toujours au drame ? Se traîne-t-il, indéfiniment, au seuil du bonheur inassouvi ?».
Dès la Préface, Charbel Tayah alerte son lecteur à découvrir maintes problématiques existentielles où l’amour en est le centre de gravité.
Quels sont les personnages de la première nouvelle éponyme ? Elle, n’a ni nom, ni prénom ; Lui, non plus et pourtant, un soir, l’amour les surprend, les entraîne, les devance sur le trottoir de la ville. Étaient-ils en alerte pour déjouer un clin d’œil du destin ? Dans Jusqu’à nouvel ordre, face à la tentation qui n’aiguillonne plus l’amour, la vie permettrait-elle à l’être humain de provoquer des circonstances d’amour ? Dans Le bonheur de l’écriture, l’auteur peint, à travers la figure d’une petite fée, la condition de l’homme qui traverserait cette existence sans découvrir le double amour de l’écriture et de la lecture qui lui procurerait un bonheur indicible. Dans Au commencement il y avait la mer, la haine ou la justice, pourraient-elles avoir raison de l’amour ? ou bien une autre possibilité sublime faciliterait-elle le cours de l’existence ? Il était une fois un chapeau, baladeur et complice de tant de secrets d’amour en communiquant au bonheur inassouvi de deux cœurs puériles contrairement aux Abysses taris qui engloutissent les protagonistes, en mal d’amour, dans de souffrances aphones. Même un roi –tel Louis II de Bavière - fou d’amour de la Beauté éternelle, au soir de sa vie, récite ou chante une Rhapsodie en larmes de Narcisse pour justifier toute la problématique de son existence en faveur de l’amour et de la Beauté et contre les plans de haine et de guerres probables. L’auberge des vieux écrivains, chambre 13 a accueilli et a protégé un amour précoce mais, compte tenu des circonstances contraignantes, il n’est plus à même de lui offrir encore une bienveillance hospitalière. Quant à La main du dragon, une main vouée à la louange divine, elle pèche par excès de vertu et d’amour. Inutile de poignarder, d’abattre et d’assommer l’amour quand il défie le temps et la haine des hommes. Si le spectre des Poignards posthumes plane au-dessus des têtes, la mort tuerait-elle l’amour ou la lueur d’un espoir jaillirait-elle des abîmes pour apaiser les cœurs meurtris ?
Et l’auteur de clore sa préface : « Ô lecteur, tourne chaque page de ce recueil comme si tu feuilletais le calendrier de tes jours perdus avec le temps. La fugacité du temps qui te rend forcément sage offre l’opportunité à tes yeux de rechercher une vérité qui se cache... quelque part ! »